# La Parota del Brasil
La Parota del Brasil är en ort i Mexiko.   Den ligger i kommunen Tuzantla och delstaten Michoacán de Ocampo, i den södra delen av landet, 160 km väster om huvudstaden Mexico City. La Parota del Brasil ligger 613 meter över havet och antalet invånare är 148.
Terrängen runt La Parota del Brasil är kuperad åt nordväst, men åt sydost är den platt. Runt La Parota del Brasil är det glesbefolkat, med 20 invånare per kvadratkilometer. Närmaste större samhälle är Tuzantla, 12,7 km öster om La Parota del Brasil. I omgivningarna runt La Parota del Brasil växer huvudsakligen savannskog.